# Кишоргандж (округ)
Кишоргандж (бенг. কিশোরগঞ্জ জেলা, англ. Kishoreganj District) — округ на северо-востоке Бангладеш, в области Дакка. Образован в 1984 году из части территории округа Маймансингх. Административный центр — город Кишоргандж. Площадь округа — 2689 км². По данным переписи 2001 года население округа составляло 2 525 221 человек. Уровень грамотности взрослого населения составлял 21,94 %, что значительно ниже среднего уровня по Бангладеш (43,1 %). 92,1 % населения округа исповедовало ислам, 7,2 % — индуизм.

## Административно-территориальное деление
Округ состоит из 13 подокругов.
Подокруга (центр)
1. Аштаграм (Аштаграм)
2. Баджитпур (Баджитпур)
3. Бхайраб (Бхайраб)
4. Хоссайнпур (Хоссайнпур)
5. Итна (Итна)
6. Каримгандж (Каримгандж)
7. Катиади (Катиади)
8. Кулиарчар (Кулиарчар)
9. Кишоргандж-Садар (Кишоргандж)
10. Митхамайн (Митхамайн)
11. Никли (Никли)
12. Пакундия (Пакундия)
13. Тарайл (Тарайл)